# جامعة بوراس
جامعة بوراس (بالإنجليزية: University of Borås)‏ هي جامعة عامة في سويد تأسست عام 1977.

## إحصائيات
يبلغ عدد طلاب الجامعة 18300 طالب للعام الدراسي 2022.

## وصلات خارجية
- الموقع الإلكتروني]